# Лемдяйский Майдан
 Лемдяйский Майдан  — село в Старошайговском районе Мордовии в составе  Новофёдоровского сельского поселения.

## География
Находится на расстоянии примерно 11 километров по прямой на северо-восток от районного центра села Старое Шайгово.

## История
Основано предположительно в первой половине XVIII века как будный майдан, то есть поселение, занимавшееся выработкой поташа. В 1869 учтено как казенное слово из 234 дворов. В XVIII веке появилась Никольская церковь (сгорела в 1848 году), позже Покровская. 

## Население
Постоянное население составляло 88 человек (русские 97%) в 2002 году, 36 в 2010 году .